# John D. Keith
John Dow Keith (* 23. Februar 1908 in Kanada; † 1. Februar 1989) war ein kanadischer Kinderkardiologe.

## Leben und Wirken
Keith schloss 1932 sein Medizinstudium an der University of Toronto ab. Keith war der erste Chefarzt der Abteilung für Kardiologie am Hospital for Sick Children in Toronto, Kanada. Sein Buch Heart disease in infancy and childhood erschien zwischen 1958 und 1978 in 12 Auflagen.
1973 hielt Keith die T. Duckett Jones Memorial Lecture der American Heart Association. 1975 erhielt Keith den Gairdner Foundation International Award “In recognition of his many and important contributions to our understanding of the natural history of congenital heart disease, which have formed the basis for the modern treatment of congenital heart malformations.” („In Anerkennung seiner vielen und wichtigen Beiträge zu unserem Verständnis des natürlichen Verlaufes angeborener Herzerkrankungen, die die Grundlage für die zeitgemäße Behandlung angeborener Herzfehler gebildet haben.“)

## Schriften (Auswahl)
- Mit Richard D. Rowe und Peter Vlad: Heart disease in infancy and childhood. 1958
- The Natural history and progress in treatment of congenital heart defects. 1971